# 16

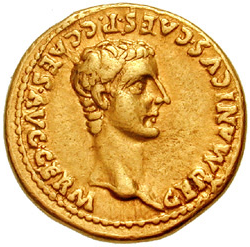
Germanicus op een aureus

Het jaar 16 is het zestiende jaar in de 1e eeuw volgens de christelijke jaartelling.

## Gebeurtenissen

### Italië
- Keizer Tiberius roept Germanicus terug naar Rome, hij moet zijn militaire plannen in Germanië beëindigen. De Rijn wordt de rijksgrens (limes) van het Romeinse Keizerrijk.

### Europa
- Het Romeinse leger (ca. 50.000 man) onder bevel van Germanicus behaalt bij Indistaviso aan de Wezer, een overwinning op de Germanen onder leiding van Arminius.
- Germanicus neemt Thusnelda, de vrouw van Arminius gevangen en weet de verloren aquila van Legio XIX terug te vinden.

### Nederlanden
- De Rijngrens wordt versterkt met forten en garnizoenen. De Friezen ten noorden van de rivier zijn onderworpen voor proviandering van vlees en vis. Zij betalen belasting voor bescherming in de vorm van runderhuiden.

## Geboren
- Julia Drusilla, dochter van Germanicus en Vipsania Agrippina maior (overleden 38)

## Overleden
- Marcus Scribonius Libo Drusus, Romeins consul en praetor